# Mollisina oedema
Mollisina oedema är en svampart som först beskrevs av Jean Baptiste Desmazières, och fick sitt nu gällande namn av Dennis 1964. Mollisina oedema ingår i släktet Mollisina och familjen Hyaloscyphaceae.   Inga underarter finns listade i Catalogue of Life.